# Elisabet Stavenow-Hidemark
Elisabet Stavenow-Hidemark, egentligen Brita Elisabet Hidemark, född Stavenow den 16 oktober 1928, död 28 juni 2025 i Maria Magdalena distrikt i Stockholm, var en svensk konstvetare, författare och avdelningschef vid Nordiska museet. 
Hon var docent i konstvetenskap och nominerades till Augustpriset i fackboksklassen 2004 för Tapetboken. Hon tilldelades Gösta Berg-medaljen 2005. Hon tilldelades Ilis quorum, 5:e storleken av regeringen 1998, med motivering: ”Betydelsefulla insatser för forskningen inom Nordiska museets verksamhet”.
Hon var gift med Ove Hidemark. Stavenow-Hidemark var vidare dotter till Åke Stavenow och syster till Margareta Cramér.

## Textilhistorisk forskning
Elisabet Stavenow-Hidemark arbetade under lång tid med katalogisering av och forskning om svenska tygprovssamlingar från 1700-talet, däribland 1751 års provsamling hos Kommerskollegium och textilproverna i Anders Berchs Theatrum Oeconomico-mechanicum från 1741–1772. Den Berchska samlingen donerades till Nordiska museet 1876 och efter Stavenow-Hidemarks genomgång av samlingen anordnades utställningen 1700-talet i närbild: Anders Berchs samling år 1990–1991. Hon skrev även om den brittiska Arts and Crafts-rörelsen och om Elsa Gullberg: ett liv i textil.